# 三尾発電所
三尾発電所（みおはつでんしょ）は、長野県木曽郡木曽町三岳（旧・三岳村）に位置する関西電力株式会社の水力発電所である。木曽川水系王滝川にある発電所の一つ。
王滝川に建設された牧尾ダム（水資源機構管理）を上部貯水池、木曽ダムを下部貯水池として揚水発電を行う（混合揚水発電所）。最大出力は3万7,000キロワット。1963年（昭和38年）に運転を開始した。

## 設備構成
三尾発電所はダムと導水路の双方により落差を得て発電するダム水路式発電所である。最大使用水量30.90立方メートル毎秒・有効落差137.20メートルにより最大3万7,000キロワットを発電する。
取水先（揚水発電の上部貯水池）は水資源機構が管理する王滝川牧尾ダム貯水池である。取水設備として、ダム上流右岸側に高さ69.40メートルの取水塔が立つ（北緯35度49分11.3秒 東経137度36分13.5秒 / 北緯35.819806度 東経137.603750度）。王滝川は牧尾ダムから北へ大回りして三尾発電所方面へ流れるが、取水設備と発電所を結ぶ導水路は沢渡峠地下をほぼ直線のトンネルで通り抜ける。導水路の全長は2.777キロメートルで、全線圧力トンネルで構成される。なおこの区間には御岳発電所や常盤ダム調整池が立地するが、牧尾ダムや三尾発電所とは無関係の施設である。
導水路終端には上部水槽として高さ74メートルのサージタンクを設置する。上部水槽から水車発電機へと水を落とす水圧鉄管は1条の設置で、その長さは296.4メートル。水車発電機も1組の設置で、水車は揚水ポンプを兼ねる立軸単輪単流渦巻フランシス型ポンプ水車を採用。発電機は三相交流同期発電電動機で、その容量は3万7,000キロボルトアンペアである。周波数は50ヘルツと60ヘルツの双方に対応する。水車・発電機ともに日立製作所製。発電所建屋は鉄筋コンクリート構造の地上2階・地下8階建て（半地下式）である。
放水先（揚水発電の下部貯水池）は下流に位置する王滝川木曽ダム調整池で、湛水区域内の放水口（北緯35度49分15.8秒 東経137度38分57.7秒 / 北緯35.821056度 東経137.649361度）まで発電所から放水路が伸びる。放水路の長さは1.195キロメートルで、全線無圧トンネルで構成されている。

## 建設の経緯

### 着工まで

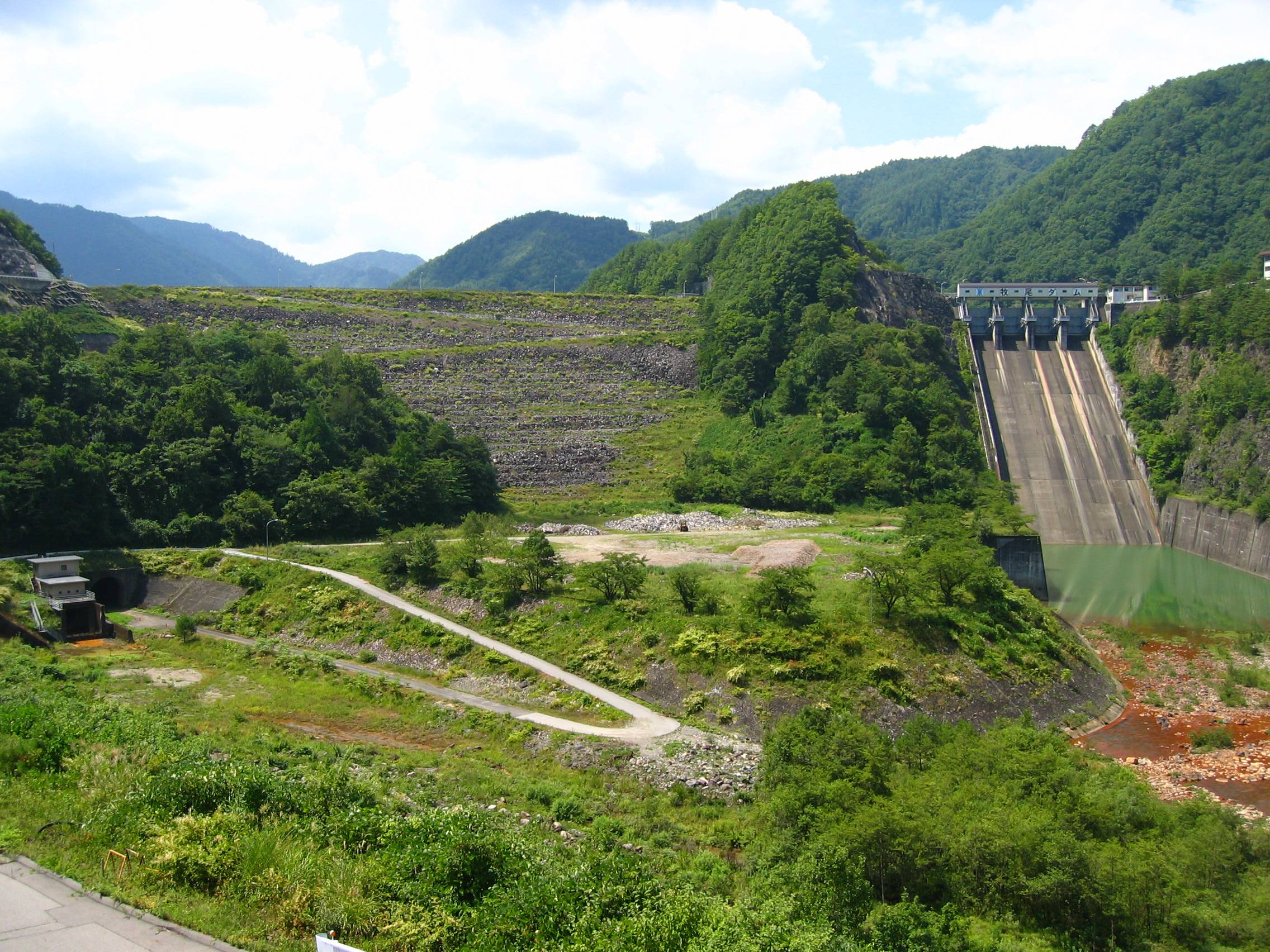
牧尾ダム（2006年）

1961年（昭和36年）3月、愛知用水公団（現・水資源機構）によって建設されていた王滝川牧尾ダムが完成した。木曽川合流点より約10キロメートル上流の地点に位置する、堤高（基礎岩盤上高さ）105メートルのロックフィルダムである。牧尾ダムによって形成される貯水池「御岳湖」は7500万立方メートルの貯水量を有し、愛知用水の水源としての役割を持つ。
この牧尾ダムの建設に際し、ダムに付帯する水力発電所の建設もあわせて計画された。当初計画では、テネシー川流域開発公社 (TVA) のように用水工事を施工する事業主体が自ら発電所を建設することが想定された。愛知用水公団設立前、農林省の計画では、出力最大2万5000キロワットのダム水路式発電所をダム下流左岸に建設する予定であった。その後、ダム設置地点の見直しにより発電所規模は出力1万4000キロワットへ縮小される。さらに、1955年（昭和30年）の愛知用水公団設立ののち、公団による送電線建設の経済性、牧尾ダムからの放流による下流既設発電所の発電量増加などを考慮し、木曽川水系の既設発電所を管轄する関西電力に発電所建設を委ねる方針に転換された。翌1956年（昭和31年）12月、公団と関西電力の間に基本協定が交わされ、ダム直下に出力1万キロワットの「牧尾発電所」を建設することが決定された。
1958年（昭和33年）になって、関西電力は牧尾発電所計画を廃止し、新たに「木曽発電所」建設計画を立案した。牧尾ダム貯水池から取水し、途中木曽川支流小川からの取水も一部あわせて19.5キロメートルの水路トンネルにて導水、既設大桑発電所（大桑村所在）に発電所を置いて最大11万キロワットを発電する、という計画である。木曽川・王滝川合流地点の下流側に連なる寝覚・上松・桃山・須原・大桑の5発電所に関する再開発を目的としたもので、調整池を持たない流込み式（自流式）発電所である上にほとんどが小規模のため王滝川最上流三浦ダム貯水池の放流を取水しきれないという状況の改善を狙いとした。
しかし上記木曽発電所の計画も、着工段階に入って再度変更された。修正計画は、牧尾ダムに付帯する発電所（王滝川発電所）の計画を再び起こし、流込み式発電所の再開発を狙った木曽発電所については牧尾ダムの下流、木曽川合流点付近に新設する調整池に取水地点を改める、というものである。発電所が2か所に分割されたは、水路掘削ルート上に地質不良箇所が複数発見され難工事が予想されたため。上流側の「王滝川発電所」は牧尾ダム貯水池から取水し、三岳村字沢渡（既設常盤発電所対岸付近）に発電所を置いて3万4000キロワットを発電するものとされ、1960年（昭和35年）5月29日付で国の電源開発調整審議会で建設が承認された。

### 工事の過程

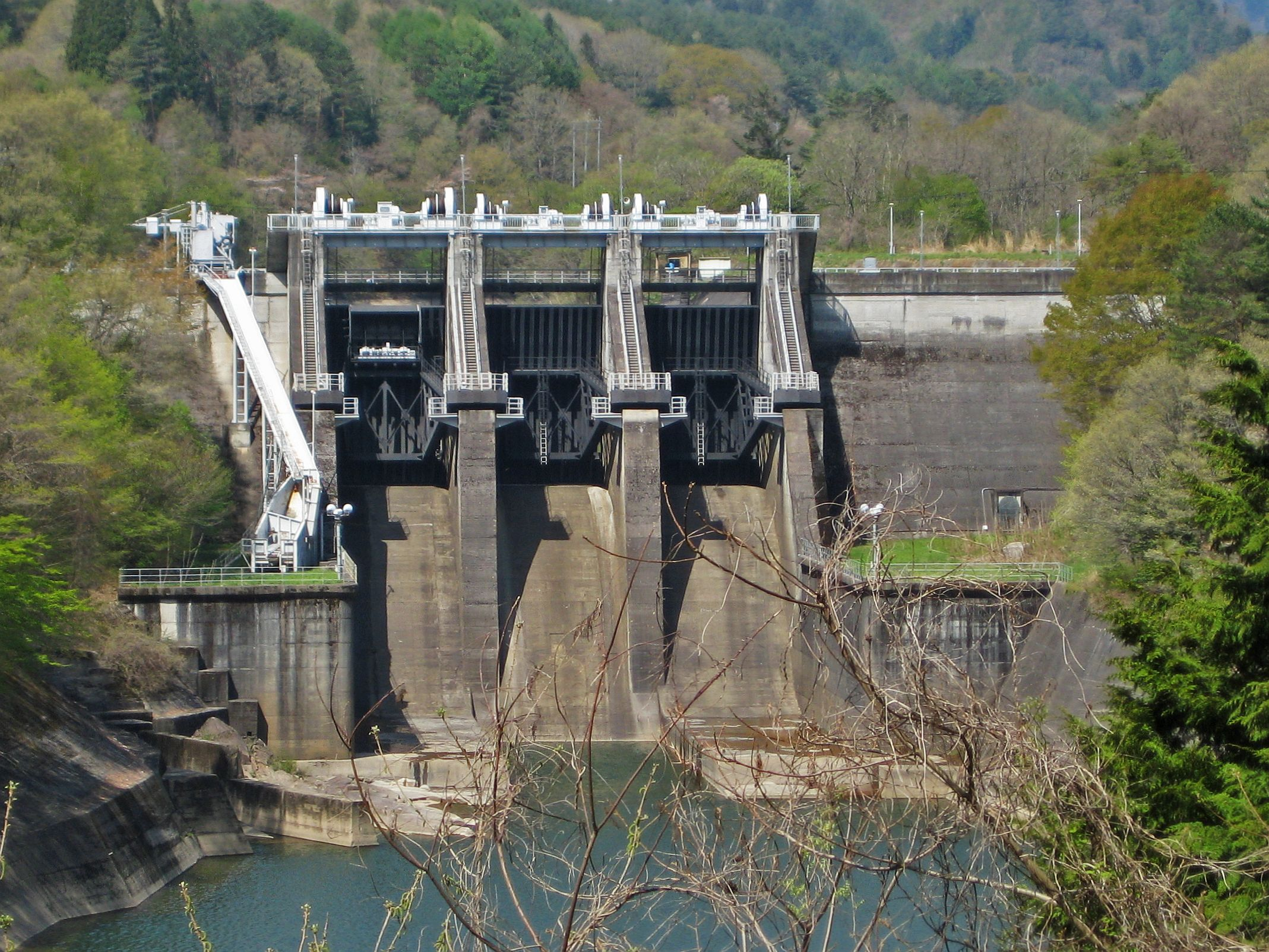
木曽ダム（2009年）

1960年7月5日、王滝川発電所取水口と水路トンネル上流部の工事からなる第1工区が牧尾ダム建設にあたる西松建設・星野土木によって着工。続いて水路トンネル下流部と上部水槽・水圧鉄管・発電所・放水路などの工事からなる第2工区が熊谷組によって着工された。
着工後の1960年9月、関西電力は王滝川発電所に揚水発電の機能を持たせると決定した。当時、火力発電所の大型化に伴い発電の主体が水力発電から火力発電に移行しており、水力発電が尖頭負荷（ピーク時の需要）に応ずる役割を担う傾向にあった。その上、ピーク時とオフピーク時の電力需要の差が拡大傾向にあり、この対策にオフピーク時の電力をピーク時に活用できる揚水発電は最適と考えられていたのである。公団と関西電力の間での費用負担再計算のため時間を要したが、翌1961年12月に揚水発電について公団・関西電力間の合意が成立している。
工事については、第1工区の取水口工事が1961年3月26日の牧尾ダム湛水開始に間に合わせるべく短期間で施工される。第2工区では、1961年4月8日、発電所基礎掘削工事の山側のり面が崩落し作業員7人が死亡する事故が発生、工期が4か月遅れとなる。また水路トンネル工事でも湧水を伴う断層破砕帯が支障となり難工事となった。工期遅れの挽回のため発電所建屋の工事では発電機据付と建物工事を同時並行で進めるなど突貫作業で施工されている。着工から2年半後の1963年（昭和38年）1月29日、全工事が完了した。
工事終了後、発電所名が建設段階の王滝川発電所から「三尾発電所」に改められる。そして1963年5月8日付で仮使用認可が下り、三尾発電所は営業運転に入った。使用認可は7月4日付で、29日には竣工式が挙行されている。遅れて翌1964年（昭和39年）5月30日付で揚水発電についての仮使用認可も下りた。揚水発電の実施は三尾発電所が関西電力社内で最初の事例であった。なおこの段階では、揚水発電の下部池を提供する木曽ダムが未完成のため、木曽ダム調整池ではなく常盤発電所下流の仮締切による湛水を暫定的に活用して揚水発電に対応した。1967年（昭和42年）12月に木曽ダムが完成（翌年1月木曽発電所運転開始）すると、三尾発電所の放水口が木曽ダム調整池内に移設され、計画通り木曽ダム調整池が下部池となっている。

### 完成後の推移
運転開始時、三尾発電所の出力は3万4000キロワットであったが、1967年12月12日付で3万5500キロワットへと増強された。その後2015年（平成27年）5月8日付でさらに1,200キロワット増強され、出力は3万6,700キロワットとなる。さらに翌2016年末時点では出力は3万7,000キロワットとなっている。

## 三尾発電所に関する文献
- 『三尾発電所工事誌』事務・土木編 - 1964年に関西電力より刊行。